# Grigoriora beybienkoi
Grigoriora beybienkoi är en insektsart som beskrevs av Andrej Vasiljevitj Gorochov 1998. Grigoriora beybienkoi ingår i släktet Grigoriora och familjen vårtbitare. Inga underarter finns listade i Catalogue of Life.